# Sly Cooper: Ladri nel Tempo
Sly Cooper: Ladri nel Tempo (Sly Cooper: Thieves in Time), noto anche come Sly 4, è un videogioco, quarto capitolo della serie Sly Cooper, pubblicato per PlayStation 3 e PlayStation Vita.
Al contrario della serie originale sviluppata da Sucker Punch Productions per PlayStation 2, questo gioco è stato sviluppato da Sanzaru Games, che ha in precedenza portato i giochi originali nella versione ad alta definizione per PlayStation 3.
Il videogioco è stato annunciato il 6 giugno 2011 nel corso dell'E3 con un trailer. È disponibile dal 5 febbraio 2013 negli Stati Uniti d'America e dal 28 marzo in Europa.
Questo gioco fa anche parte dell'iniziativa Cross Buy annunciata da Sony. Questo permette a chiunque acquisti la versione del gioco per PlayStation 3 di ricevere una copia gratuita del gioco su PlayStation Vita.

## Trama
Dopo lo scioglimento della banda Cooper il leader Sly, fingendo un'amnesia, è diventato il partner nella polizia di Carmelita, con la quale ha anche intrapreso una relazione. Durante l'inaugurazione di un museo a Parigi viene però raggiunto da Bentley, che lo mette al corrente della continua sparizione di alcune pagine del libro della famiglia Cooper, il Thievius Raccoonus, come se non fossero mai state scritte. Secondo Bentley tale fatto è da attribuirsi a una "riscrittura" del passato, per cui ha messo a punto una macchina del tempo per trovare e correggere queste anomalie, lasciando il compito di rintracciare con l'utilizzo del libro i tempi e i luoghi dove andare al loro ex compagno Dimitri; rivela anche che la sua fidanzata Penelope, con la quale ha progettato la macchina, è sparita nel nulla. Per funzionare, però, la macchina ha bisogno di un oggetto proveniente dall'epoca in cui si vuole andare: dal momento che la prima tappa è il Giappone feudale, Sly ruba un antico pugnale giapponese venendo però scoperto da Carmelita che, furibonda per averla ingannata, cerca di catturarlo. Sly riesce a riunirsi appena in tempo con Bentley e Murray nel loro vecchio furgone, dove è stata installata la macchina, e a partire per il passato.
Giunti nel Giappone del 1603 Sly scopre che il suo antenato di quell'epoca, il ninja Rioichi Cooper, è stato catturato da El Jefe, un mercenario del presente. Liberatolo, la banda assalta la fortezza di El Jefe, sconfiggendolo; tuttavia il bastone simbolo di Rioichi viene rubato da dei topi a bordo di un gigantesco dirigibile-macchina del tempo. I topi, tuttavia, perdono un distintivo da sceriffo e la banda, utilizzandolo, giunge nel selvaggio West. Qui salvano dalla prigione Tennessee Kid Cooper, pistolero famoso per i suoi assalti ai treni; scoprono anche che la cittadina in cui si trovano è controllata dallo sceriffo Toothpick, in realtà un gangster da strada dei tempi moderni. Durante la missione scoprono che anche Carmelita è finita nel passato e la liberano dagli scagnozzi di Toothpick: la poliziotta rivela loro che la mente dietro i viaggi nel tempo è Cyrille LeParadox, un mecenate all'apparenza rispettabile ma che in realtà si dedica ai traffici illegali di opere d'arte. Sconfitto Toothpick gli scagnozzi di LeParadox rubano a Tennessee il suo bastone-revolver e ripartono, mentre il furgone con la banda e Carmelita precipita in un canyon.
Per salvarsi Bentley inserisce la collana di fossili di Murray nella macchina del tempo, trasportando così il gruppo nella preistoria. Qui, mentre Carmelita, ancora arrabbiata con Sly, si allontana per qualche tempo dalla banda, il trio scopre che in quell'epoca è presente Grizz, artista fallito e ladro di opere d'arte, e che questi ha catturato Bob, il primo Cooper della storia e creatore del loro bastone simbolo. Liberato il cavernicolo e ricongiuntisi con Carmelita, che ha deciso di perdonare Sly, attaccano e sconfiggono Grizz. Allertati da Dimitri, i quattro si dirigono nell'Inghilterra medievale per liberare sir Galleth Cooper, che è stato sconfitto e trasformato in fenomeno da baraccone dal misterioso Cavaliere nero e dal suo esercito di robot. Non trovando alcuna informazione sul loro avversario decidono di infiltrarsi nella sua base, scoprendo che in realtà il Cavaliere è un'armatura robotica controllata da Penelope, passata dalla parte di LeParadox per avidità e brama di potere. La scoperta getta Bentley in una profonda depressione, dalla quale riesce a uscire grazie all'aiuto dei compagni sconfiggendo anche l'ex ragazza in un combattimento tra robot.
Dimitri rivela loro che l'ultimo obiettivo è nell'antica Arabia, dove giungono grazie a una moneta confiscata da carmelita al museo come prova contro LeParadox: qui scoprono che Salim Al Kuper, antenato di Sly fondatore dei celebri quaranta ladroni, si è ritirato in pensione dopo essere stato quasi catturato da Miss Decibel, agente di LeParadox in quell'epoca. Introdottisi nel suo territorio scoprono che i due stanno creando dei falsi documenti che, se riportati al presente, creerebbero una falsa ascendenza regale per LeParadox, rendendolo di fatto intoccabile dalla legge. Nonostante la sconfitta di Miss Decibel, LeParadox riesce a rapire Carmelita e a fuggire nel presente con i documenti e i bastoni dei Cooper. 
La banda torna nel presente, scoprendo che il loro avversario è già riuscito a realizzare i suoi piani. Scoprono anche che anch'egli discende da una stirpe di ladri: il padre di LeParadox era rivale del padre di Sly e finì in carcere proprio perché quest'ultimo riuscì a compiere un furto prima di lui, facendolo cadere nelle mani della polizia. LeParadox decise quindi di vendicarsi, sfruttando la macchina del tempo fornitagli da Penelope per cancellare il nome dei Cooper dalla storia. Grazie ai suoi antenati, contattati da Bentley e Murray, Sly giunge dall'avversario liberando Carmelita. Trovatosi dinanzi a LeParadox Sly gli rivela che resta comunque un ladro mediocre, non avendo in realtà sconfitto alcun membro del clan Cooper poiché avevano fatto tutto i suoi sottoposti. Durante lo scontro i due danneggiano la macchina del tempo, facendo precipitare il dirigibile nella Senna: mentre LeParadox viene ripescato e arrestato, Sly risulta disperso nonostante le ricerche della banda e di Carmelita. Il Thievius Raccoonus, ripristinato il normale corso degli eventi, torna integro, mentre Sly, introdottosi nella macchina durante la caduta del dirigibile, si risveglia sano e salvo nell'antico Egitto.

## Livelli, epoche e antenati
- Prologo: Parigi, 2013 d.C.
- Diventare giapponesi: Giappone feudale, 1603 d.C., con Rioichi Cooper.
- Il giovane procione del west: Canyon di Cotton Mouth, 1883 d.C., con Tennessee Kid Cooper.
- Clan del procione delle caverne: Valle di Gungathal, 10.000 a.C., con Bob Cooper.
- Robot e topi: Inghilterra medievale, 1301 d.C., con Sir Galleth Cooper.
- 40 ladroni: Antica Arabia, 1001 d.C., con Salim al-Kupar.
- Epilogo: Parigi alternativa, 2013 d.C., con tutti gli antenati delle epoche precedenti.

## Personaggi
- Sly Cooper - L'eroico maestro ladro protagonista di tutti i giochi della serie. Si era ritirato per otto anni inscenando un'amnesia, per poter vivere libero da un passato di furti con l'ispettrice Carmelita. Si è riunito alla sua squadra per salvare il passato della famiglia Cooper.

Doppiato da: Kevin Miller (ed. inglese), Gianmarco Ceconi (ed. italiana).
- Carmelita Montoya Fox - La co-protagonista del gioco, che ha dato la caccia a Sly per anni e che, dopo gli eventi di Sly 3, si è fidanzata con lui. Si unisce alla squadra nell'ultima parte del Far West, per poi divenire un personaggio fisso nel gioco dall'ultima fase dell'Era glaciale.

Doppiata da: Grey DeLisle (ed. inglese), Dania Cericola (ed. italiana).
- Bentley - Il cervello della banda Cooper. Inventa la macchina del tempo, desideroso di scoprire se le sue avventure con Sly e Murray sono finite. Ha conoscenze da scienziato senza pari e un talento per la demolizione. Si fidanza con la meccanica esperta di tecnologie Penelope in Sly 3.

Doppiato da: Matt Olsen (ed. inglese), Riccardo Peroni (ed. italiana).
- Murray - Il braccio della banda Cooper. Combatte ogni avversario con forza e determinazione, la sua fedeltà alla banda è assoluta.

Doppiato da: Chris Murphy (ed. inglese), Riccardo Rovatti (ed. italiana).
- Dimitri Lousteau - Era un membro della banda Klaww (i nemici di Sly 2), ma poi Sly lo ha liberato nel gioco seguente e ha trattato con lui a Venezia, nei Paesi Bassi e nei Caraibi. Così è divenuto un sostenitore della Banda Cooper. Custodisce il Thievius Raccoonus nel presente e tiene aggiornata la banda sui cambiamenti del libro. Sebbene compaia molte volte nel gioco, lo si vede solo nei filmati, non è giocabile e non ha voce, perché ciò che dice è Sly a raccontarlo.

## Antenati
Gli antenati di Sly hanno bastoni ed abilità particolari.
- Rioichi Cooper - Antenato giapponese di Sly, maestro ninja ed inventore del sushi. È un procione dal pelo rosso che indossa una divisa ninja azzurra, molto calmo e riflessivo. Il suo bastone è semplicemente fatto di legno ed è in grado di sdoppiarsi. Inventore del Salto ninja, con il quale è possibile atterrare sulle punte di oggetti piccolissimi, è in grado di eseguirne una versione potenziata, chiamata Balzo del drago: è, infatti, in grado di saltare da grande distanza su superfici minuscole.

Doppiato da: Steve Blum (ed. inglese), Oliviero Corbetta (ed. italiana).
- Tennessee Kid Cooper - Conosciuto come il più grande ladro del Far West, Tennessee Kid è un procione dal pelo color nocciola e vestito con i classici abiti da cowboy. È spaccone e impulsivo, ma di fronte ad una donna diventa un gentiluomo. Il suo bastone è, in realtà, una pistola a sei colpi, con l'impugnatura costituita dal classico gancio a mezzaluna simbolo della famiglia Cooper. Inventò la Scivolata su rotaia, di cui è un abile utilizzatore, al punto da riuscire ad utilizzarla anche in salita. Ottimo cecchino, è in grado di utilizzare un attacco che chiama Sventagliata, grazie al quale è in grado di puntare e colpire fino a sei bersagli simultaneamente.

Doppiato da: Sam Riegel (ed. inglese), Maurizio Merluzzo (ed. italiana).
- Bob Cooper - Bob, il cui vero nome è Rroawrrmhrawgioyabubob, è l'antenato preistorico di Sly. Si tratta del primo Cooper della storia, un procione enorme dal pelo marrone scuro, molto curioso nei confronti dei marchingegni di Bentley. Inventò il bastone simbolo dei Cooper, costituito originariamente da un semplice pezzo di legno con un dente appuntito legato in cima. È molto abile nell'arrampicata.

Doppiato da: Patrick Seitz (ed. inglese).
- Sir Galleth Cooper - Cavaliere medievale, è un procione dalla pelliccia grigia, leale, spaccone, impulsivo, orgoglioso e dai modi eccessivamente teatrali. Il suo bastone è una lancia da giostra con l'estremità uncinata. È molto abile nell'utilizzo dello Schianto catapultato, con il quale si appende ad un gancio piantato in un muro, si tende per accumulare energia e si catapulta verso l'alto, sguainando la spada e colpendo gli oggetti che si trovano direttamente sopra di lui.

Doppiato da: Yuri Lowenthal (ed. inglese), Alessandro Rigotti (ed. italiana).
- Salim al-Kupar - Antenato di Sly, abitante dell'antica Arabia. Di lui si dice che fosse abile come quaranta ladroni. Lui stesso fondò l'Ordine dei quaranta ladroni. Il suo bastone somiglia molto a quello di Sly, solo più appuntito. Molto abile nell'arrampicarsi su pali e corde, inventò la tecnica del Cobra scalatore, con il quale è in grado di arrampicarsi molto più velocemente.

Doppiato da: Brian George (ed. inglese), Marco Balzarotti (ed. italiana).

## Boss
- Cyrille LeParadox - Antagonista principale del gioco. Suo padre era rivale del padre di Sly e tenta di cancellare il nome dei Cooper dalla storia facendo catturare tutti gli antenati di Sly e creandosi una falsa ascendenza regale.

Doppiato da: Nolan North (ed. inglese), Alberto Olivero (ed. italiana).
- El Jefe - Boss del Giappone feudale. Una tigre mercenaria che, nel presente, ha rovesciato molti piccoli governi. Abile nell'utilizzo di due katane, è anche in grado di scagliare fulmini e fiammate con esse.

Doppiato da: Nolan North (ed. inglese), Stefano Albertini (ed. italiana).
- Toothpick - Boss del Far West. Un armadillo avaro e superbo, assetato d'oro. È in grado di scatenare tornado ruotando su se stesso. Può anche aumentare le sue dimensioni quand'è arrabbiato.

Doppiato da: David Lodge (ed. inglese), Gianluca Iacono (ed. italiana).
- Grizz - Boss dell'Era glaciale. Un orso pittore mediocre e amante del pattinaggio artistico. Pattinando è in grado di generare ondate di gelo.

Doppiato da: Fred Tatasciore (ed. inglese), Pietro Ubaldi (ed. italiana).
- Penelope - Personaggio secondario di Sly 3 e boss del Medioevo. Femmina di topo che, assetata di potere, ruba al fidanzato Bentley i progetti della macchina del tempo e li vende a LeParadox, per poi servirlo nel Medioevo con la falsa identità di Cavaliere Nero. Ha progettato e costruito i robot-guardie del Medioevo.

Doppiata da: Annette Toutonghi (ed. inglese), Monica Pariante (ed. italiana).
- Miss Decibel - Boss dell'antica Arabia. Elefantessa vanitosa e amante della musica classica, è ispirata Crudelia De Mon[senza fonte]; a causa di un incidente, si è ritrovata con una tromba infilata nella proboscide. Grazie ad essa è in grado di generare onde sonore che ipnotizzano la gente. Può inoltre utilizzare il suono come arma, generando onde d'urto.

Doppiata da: Eliza Schneider (ed. inglese), Silvana Fantini (ed. italiana).

## Costumi
Nel gioco è possibile collezionare cinque costumi, uno per ogni livello. Ognuno di questi costumi ha abilità particolari, che serviranno per procedere nel gioco. Ogni costume serve solo nel livello in cui lo si ottiene. È possibile vedere i costumi collezionati nella base.
- Guardia Samurai - Costume consistente in un'armatura da samurai, equipaggiata con uno scudo rotante. Tale armatura è resistente alle fiamme e lo scudo è in grado di respingere palle di fuoco. Inoltre, se si incontra una guardia mentre si è travestiti, questa scatterà sull'attenti e lascerà passare il giocatore.
- Galeotto - Classico vestito a strisce da carcerato, dotato di una palla gigante incatenata al piede. Con la palla è possibile colpire a distanza appositi oggetti presenti nel gioco. Inoltre, si può utilizzare come mezzo di locomozione salendoci sopra e iniziando a correre, evitando così eventuali trappole a terra.
- Tigre dai denti a sciabola - In realtà, una pelle di Smilodon, con cui Sly può compiere dei salti incredibilmente ampi, atterrando su bersagli prefissati, come manichini o guardie.
- Arciere medievale - Tenuta da arciere, costituita da giubba verde, stivali di cuoio, berretto, arco e faretra. Con questo costume è possibile scoccare frecce verso dei bersagli posti lungo i vari livelli. Tali frecce possono, inoltre, essere controllate a distanza, indirizzandole quindi verso il bersaglio.
- Genio della lampada - Costume composto da abiti tipici dell'Arabia, assieme ad un bastone in grado di rallentare il tempo.

## Differenze rispetto agli episodi precedenti
Rifugio - Ogni rifugio è diviso in 5 sezioni, non in una.
- La sezione dei personaggi e il computer Ladronet (come in Sly 2 e 3). Ma, se sono in squadra, si possono selezionare liberamente anche Carmelita e gli antenati.
- Una per costumi di Sly, da selezionare per la descrizione.
- La macchina del tempo, per rigiocare missioni svolte e rivisitare epoche precedenti.
- Una per due minigiochi: il tennis da tavolo Sly vs Bentley e una console di giochi, Hack Pack Bentley, che si sblocca dopo aver preso tutti i tesori del livello corrispondente.
- Tre scaffali, con esposti i tesori trovati nei livelli e nelle casseforti.

Livelli - Ogni epoca passata contiene:
- 12 tesori da portare al rifugio.
- Tre tipi di oggetti che si possono rubare ai nemici.
- Un costume, che non permette a Sly di parlare con le guardie, ma che gli dona abilità uniche finché lo indossa.
- Le 30 bottiglie di Sly 2 e, con esse, le casseforti, che non contengono poteri da abbinare, bensì caratteristiche fisse.

Gioco - Il gioco stesso ha una struttura nuova:
- Non c'è un menù a partita per selezionare i livelli, ma si passa da uno all'altro accedendo al menu Viaggi nel tempo del rifugio.
- I contenuti extra (sbloccabili, filmati, presentazioni) sono selezionabili dal menu di pausa in qualunque momento.
- La funzione Cloud, nei menu principale e pausa, permette di passare la partita in corso da una PS3 a una PS Vita e viceversa. Con il gioco in una delle due versioni, è scaricabile gratis l'altra.
- Grazie ad una PS Vita si può ottenere uno scanner per localizzare le bottiglie e i tesori sullo schermo mentre si gioca. La funzione si chiama Treasure Hunting.
- Un nuovo oggetto è nascosto nei livelli, le Maschere di Sly, che sbloccano i trucchi.
- Il gioco e i trofei sono nati insieme, così questi ultimi sono più adattati, pratici e difficili rispetto ai trofei di The Sly Trilogy.